# Wietryno (przystanek kolejowy)
Wietryno (biał. Ветрына, ros. Ветрино) – przystanek kolejowy w miejscowości Wietryno, w rejonie połockim, w obwodzie witebskim, na Białorusi. Położony jest na linii Połock - Mołodeczno.
Przystanek istniał przed II wojną światową. W późniejszym okresie stacja kolejowa. Następnie ponownie przystanek.